# 刘白驹
刘白驹（1959年—），汉族，中华人民共和国政治人物。担任中国社会科学院社会政法学部工作室主任兼学部主任助理、学术秘书。第十届、十一届、十二届全国政协委员
，代表社会科学界，分入第三十二组。